# Lotta Håkansson Harju

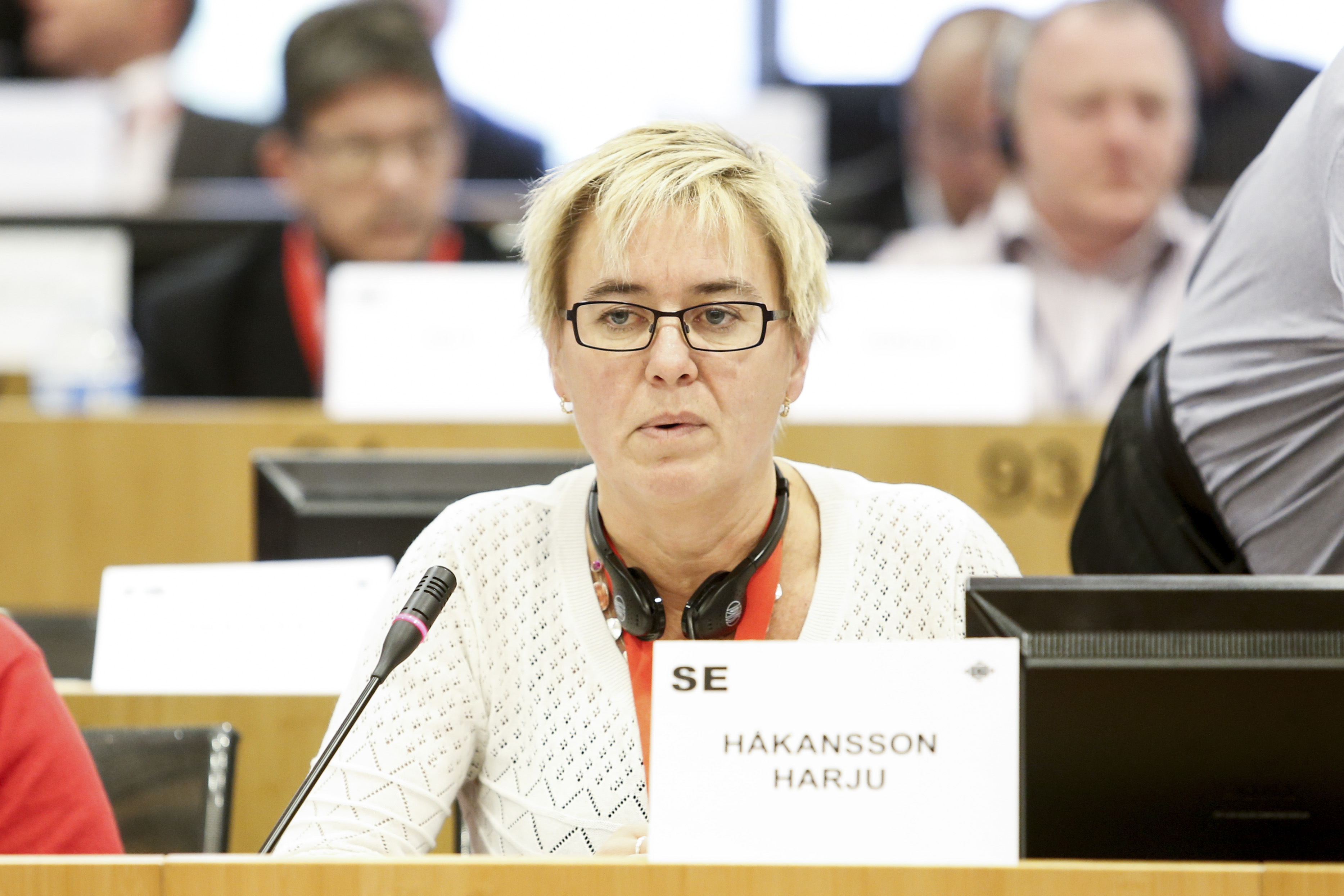
Lotta Håkansson Harju (2013)

Lotta Håkansson Harju, född 1964, är en f.d. socialdemokratisk kommunalpolitiker.
Hon var kommunstyrelsens ordförande i Järfälla kommun 2002–2006 och därefter oppositionsråd 2006–2012. ledamot av EU:s regionkommitté samt ordförande för Sveriges Kommuner och Regioners internationella beredning 2007–2015.
Ombudsman för SSU 1984–1989. 1989–1999 ombudsman för Unga Örnars riksförbund 1999-2002 förbundssekreterare för Unga Örnars Riksförbund.
Lotta valdes 2017 till ordförande för Reumatikerförbundet.
Styrelseledamot i Funktionsrätt Sverige från 2018.